# 丹後田
丹後田（たんごだ）は、九州地方を中心に見られる日本の苗字の一つである。明治以降、特に福岡県や鹿児島県の一部地域で確認されているが、その分布数は極めて少なく、全国的にも希少な苗字とされる。

## 歴史
「丹後田」姓は、九州地方における地名由来説や、隣接する姓との分派、あるいは明治期の戸籍整備の過程で誕生したとする説があるが、詳細な発祥地や確立時期については確たる研究が乏しい。分布は限られた地域に留まり、他の地域への波及が少なかったため、研究対象としての資料も限られている。
一方、1908年（明治41年）4月28日以降の笠戸丸によるブラジル移民の流れの中で、一部の丹後田姓をもつ人々が南米へ渡った記録が残されている。日本国外在留邦人に関する公的統計資料や、日系ブラジル人コミュニティの名簿などから、丹後田姓を有する移民の存在が指摘されている。この移民子孫の一部が、バブル期以降の日系ブラジル人の逆流入（デカセギ）により再び日本に渡り、就労や定住を行っている事例も報告されている。

## 著名人
- 丹後田リリアン - 歌手。ブラジル生まれの日系二世とされ、全伯歌謡唱歌コンクールで複数回の優勝歴がある[4]。
- 丹後田ヴィコ（Viko Tangoda） - 料理家（シェフ、バンケッター）。ブラジル国内で「Banqueteiro do Ano」に選出されるなど著名で、サンパウロを拠点に活動し、ブラジルと日本の食文化を融合させた創作料理で知られている[5]。